# Giuseppe Bausardo
Giuseppe Bausardo SDB (* 24. April 1951 in Kairo) ist emeritierter Apostolischer Vikar von Alexandria in Ägypten.

## Leben
Giuseppe Bausardo trat der Ordensgemeinschaft der Salesianer Don Boscos bei und empfing am 2. Juli 1978 die Priesterweihe.
Papst Johannes Paul II. ernannte ihn am 24. Februar 2001 zum Apostolischen Vikar von Alexandria in Ägypten und Titularbischof von Ida in Mauretania. Der Apostolische Nuntius in Ägypten Paolo Giglio weihte ihn am 3. Juni desselben Jahres zum Bischof; Mitkonsekratoren waren Youssef Ibrahim Sarraf, Bischof von Kairo, und Ignazio Bedini SDB, Erzbischof von Isfahan. 
Am 29. Oktober 2008 trat er aus Gesundheitsgründen von seinem Amt zurück.